# 合作金庫金融控股
合作金庫金融控股股份有限公司（英語：Taiwan Cooperative Financial Holding Co., Ltd.，簡稱：合庫金控、合庫金），是台灣一家具有官股背景的金融控股公司，其官股持有比例僅次於台灣金控。成立於2011年12月1日，為臺灣一家由合作金庫銀行、合作金庫資產管理公司及合作金庫票券金融公司以股份轉換方式共同設立的金融控股公司，是以合作金庫銀行為主體。額定資本額為新臺幣1,200億元，合併資產總額超過新臺幣2.6兆元。目前為台灣分行最多的金融機構，以資產規模計，為國內第4大金融控股公司。

## 歷史

### 大事紀
- 2011年12月1日，合作金庫銀行、合作金庫資產管理公司及合作金庫票券金融公司以股份轉換方式共同設立合庫金控。
- 2017年7月，合庫金控旗下各單位陸續遷駐新總部大樓「合庫金控暨合作金庫商業銀行總行大樓」[1]。10月24日，總行大樓啟用。

### 歷任首長
董事長
- 林謙浩：2023年6月—2023年7月（任內病逝）

總經理
- 陳美足：2018年7月—現任

## 金控成員
- 合作金庫銀行
- 合庫資產管理
- 合作金庫證券
- 合作金庫票券
- 合作金庫人壽（與法國巴黎保險集團合資成立，合作金庫持有51%股權，法國巴黎保險則持有49%[2]）
- 合作金庫投信（於2011年由合庫銀行與法國巴黎保險集團合資成立「合庫巴黎投信」，於2014年拆夥後更為此名[3]）
- 合作金庫創投
- 臺灣聯合銀行（位於比利時布魯塞爾）

## 外部連結
- 合庫金控[]